# パドマ・ブーシャン勲章
パドマ・ブーシャン勲章（パドマ・ブーシャンくんしょう ヒンディー語: पद्म भूषण (IAST: Padma Bhūṣaṇa)、直訳すると「蓮華勲章」）は、インド共和国で3番目に位の高い民間人の栄典（英語版）であり、バーラト・ラトナ栄典とパドマ・ヴィブーシャン勲章に次いで、パドマ・シュリー勲章の上位である。1954年1月2日に創設されたこの栄典は、「高位の卓越した奉仕」に授与され「……人種、職業、地位、性別を区別しない」。授栄典基準には医師や科学者を含む「あらゆる分野における奉仕」が含まれるが、インドにおける公共事業（英語版）に従事する者は除外される。この栄典は2025年時点で追贈（没後）38人と民間人以外の授章者101人を含む1341人に叙勲している。

## 概要
例年、インドの首相はパドマ勲章委員会を招集し、5月1日から9月15日の間に受章者の推薦を受ける。対象はインドの州政府および連邦直轄地政府全件のほか、連邦政府の省庁およびインドの国会などに従事する政治家、すでにパドマ・ビブーシャン章を受勲したことがある者、国の認めた優秀研究所、現職のインド首相や大臣ならびに同じく州知事、国会議員などの公人、さらに私人である。推薦の後に、首相とインド大統領は同委員会から答申を受けて承認に入る。受勲者の発表は1月26日の「インドの日」当日に行われる。
制定初年の1954年、受勲者は23人であった。この勲章も個人が受ける他の栄典と同様に授与しなかった時期があり、1977年7月から1980年1月、1992年8月から1995年12月の2度である。また授勲を打診されても辞退した者、受勲はしたが返却した者もいる（後述の#辞退と論争を参照）。

## 沿革
インド大統領秘書官室から1954年1月2日付で民間人を叙勲する栄典2件の創設について、既存の民間人栄典 Bharat Ratna 勲章の上に最高位の栄典 en:Bharat Ratna、3番目として本章en:Padma Vibhushanを設けること、本章は3段階で構成しそれぞれ「Pahela Varg」（叙1位）、「Dusra Varg」（叙2位）、「Tisra Varg」（叙3位）と呼ぶことが発表された。本章は翌1955年1月15日の公布により分類が替わり、最も高い Padma Vibhushan 、次に Padma Bhushan 、en:Padma Shriと改称した。
| 年   | 1位             | 2位           | 3位                         |
| ---- | --------------- | ------------- | --------------------------- |
| 1954 | Pahela Varg     | Dusra Varg    | Tisra Varg                  |
| 1955 | Padma Vibhushan | Padma Bhushan | en:Padma Shri他の民間人栄誉 |

インドの民間人栄典は歴史上、2度、叙勲を停止した期間があり、1度目は第4代首相モラルジー・デーサーイーの就任時に「無価値で政治に利用された」という理由であった（1977年7月）。インディラ・ガンディーの首相就任後、1980年1月25日に措置を取り消して叙勲が再開する。2回目の叙勲停止は1992年の半ばにインド高等裁判所が2件の公益訴訟を受理した時で、1件めはバラジ・ラガヴァンによる請願（ケラーラ高等裁判所1992年2月13日案件）、2件めはサティヤ・パル・アナンドによる請願（マディヤ・プラデーシュ高等裁判所（インドール支部）1992年8月24日案件）である。両名が示した論点とはインド憲法第18条（1）に照らすと、この勲章は「称号」にあたるかどうかである。

## 規則
この栄典は「人種、職業、地位、性別を問わず……優れて顕著な貢献」に対して授与される。基準には「あらゆる分野における奉仕で政府職員によるものを含む」と示され、インドにおける公共事業に従事する者は除外されるが、医師と科学者はその範囲に入らない。設立時1954年の法令では認めなかった没後の追贈は、翌1955年1月の法令改訂で認められ、叙勲追増の第1号は1999年、D・C・キザケムリであった。
推薦を提出できるものは州政府と直轄地政府すべて、中央政府の各省庁、バーラト・ラトナ章とパドマ・ヴィブーシャン章の受勲者、国の認めた優秀研究機関（Institutes of Excellence）に加え、大臣と国会議員、州首相と州知事、さらに私人とされる。例年、首相が招集したパドマ栄典委員会が期間を例年5月1日から9月15日として募集を受け付けて精査し、さらにインド首相と大統領に委員会推薦を提出して承認を得る。
この栄典を受ける者の公告は1月26日、建国記念日の当日に『インド官報』に載せる。栄典の授与は『官報』に掲載されて初めて公式とはみなされる。大統領の権限により、叙勲の取り消しや復活が認められた場合も『官報』で公布し、叙勲名簿から削除された者は勲章を返納しなければならない。

## 仕様
当初の勲章の仕様は銀製で円形、直径は標準的な1+3⁄8インチ (35 mm)、両面に縁どりがあった。表面の中央に浮き彫りの蓮の花を配置し、蓮の上の余白にはメダルの上端に沿ってデーヴァナーガリーで「パドマ・ブーシャン」と記した文字が刻まれ、蓮の花輪を添えてある。蓮の下の余白には花輪の浮き彫りを施した。裏面中央にインドの国章があり、その下端に「デシュ・サヴァ」とデーヴァナーガリー文字で刻印した。首にかける頸綬は幅1+1⁄4インチ (32 mm) で、ピンク色の地は幅を3つに均等に分割するように白い縦線2本を織り込んであった。
発表から1年後に現在の仕様に変更されて、メダリオンは円形で直径 1+3⁄4インチ (44 mm)、厚さ 1⁄8インチ (3.2 mm) で中心部の円盤は直径 1+1⁄16インチ (27 mm) で隆起しており、ブロンズ色をしている。背景を区切る枠線は1辺 1+3⁄16インチ (30 mm) で正方形9個に分かれる。矩形の各辺と外縁の余白にはエンボス加工で突起を配した。
メダルの表面中央の浮き彫りは元のとおり蓮華をかたどり、その上下を挟んでそれぞれ「パドマ」と「ブーシャン」をデーヴァナーガリーで記した。
裏面中央には旧来のインド国章、その下に同じくインドの国是「サーテヤメヴァ・ジャヤテ」（真実のみが勝利する＝英語版）と刻まれている。メダリオンの縁どりと外縁および両面の浮き彫りは純金で、「パドマ・ブーシャン」と記した文字には金めっきをかけた。メダルを下げる幅 1+1⁄4インチ (32 mm) のピンクの綬（リボン）の中央に、幅広の白いストライプが1本走る。
このパドマ・ブーシャン勲章は勲章や記章の佩用優先順位で5番目にあたる。他の民間章および軍事章などとともに、コルカタのアリポレ造幣局（英語版）が製造する。

## 歴代受勲者
| - パドマ・ブーシャン勲章の受勲者一覧 (1954年-1959年) - パドマ・ブーシャン勲章の受勲者一覧 (1960年-1969年) - パドマ・ブーシャン勲章の受勲者一覧 (1970年-1979年) - パドマ・ブーシャン勲章の受勲者一覧 (1980年-1989年) | - パドマ・ブーシャン勲章の受勲者一覧 (1990年-1999年) - パドマ・ブーシャン勲章の受勲者一覧 (2000年-2009年) - パドマ・ブーシャン勲章の受勲者一覧 (2010年-2019年) - パドマ・ブーシャン勲章の受勲者一覧 (2020年-2029年) |

### 関連資料
注釈を示すため、脚注を後置する。
受勲者の伝記
- Ravi Dutt Bajpai; Swati Parashar (2024) (英語) (電子書籍). Camille Bulcke : the Jesuit exponent of Ramkatha. Cambridge, United Kingdom: Cambridge University Press. OCLC 1460468131
- Shamsurraḥmān Muḥsinī (1982) (ウルドゥー語). Ḥayāt-i ʻAbdullah : Ḍāktar Shaik̲h̲ Muḥammad ʻAbdullah marḥūm padma bhūshan bānī-yi taḥrīk-i Muslim taʻlīm-i nisvān̲ ʻAlīgaṛh. ʻAlīgaṛh: Fīmel Ejūkeshan Asosī'aishan. OCLC 911984757
- P. Sambamoorthy, ed (タミル語). Indian songs for beginners and for use in schools : containing 100 choice selections from 30 great composers in Tamil characters (4th, rev. ed.). Madras: The Indian Music Publishing House. OCLC 428786266

医学界
法医学者P. Chandra Sekharan　
- P. Chandra Sekharan (2014) (英語). Forensics! : what one should know about it? : commemorative volume in honour of Prof. Dr. P. Chandra Sekharan (Paper back ed.). Chennai: Anand Publications. OCLC 949349718

プラフラ・クマール・セン
- “Padma-Bhushan Dr. P. K. Sen: a tribute” (英語). Journal of Postgraduate Medicine 37:  8. (1991-10-01). ISSN 0022-3859. OCLC 7181367035.

医師 S・S・バドリナス
- Rajiv Raman; Mohan Rajan; Sundaram Natarajan; Jyotirmay Biswas (2022). “A living legend with an extraordinary vision who changed the perspective of ophthalmology in India - Padma Bhushan Dr. Sengamedu Srinivasa Badrinath” (英語). Indian Journal of Ophthalmology 70 (20220101):  1080. OCLC 9635871730.　ダウンロード可能な記事。

演劇界、音楽界
演劇界
- 俳優、 (英語) Living legend, Dr. Akkineni (1st ed.). Hyderabad: Rasamayi Publications ; Visalandhra Pub. House (販売). (2002). OCLC 53205683 Akkinēni Nāgēśvararāvu（1924年生まれ）のテルグ語系映画俳優。

音楽界
- Jayantilal S. Jariwalla Chinmayananda; Harindranath Chattopadhyaya (1973) (英語). Abdul Karim, the man of the times : life and art of a great musician (1st ed.). Bombay: Balkrishnabuwa Kapileshwari. OCLC 231854669
- P. Sambamoorthy (1999) (英語). Syama Sastri : and other famous figures of South Indian music. Chennai: The Indian Music Publishing House. OCLC 428089280
  - P. Sambamoorthy (2018) (英語). Great musicians : giving biographical sketches and critical estimates of 15 of the musical luminaries of the post Tyagaraja period. Chennai: The Indian Music Publishing House. OCLC 1079228478
- Guraprīta Kaura (2020) (ヒンディー語). Sitāra sādhikā : Ku. Candrakānta Khosalā : jīvana paravāza [On the life and works of Candrakanta Khosala, born 1931, Indian sitar player]. Mohali-Chandigarh, India: Unistar Books Pvt. Ltd.. OCLC 1228256032
- Sharmistha Ghosh (Sharmistha Sen パフォーマー); Sabri Khan (パフォーマー) (1992) (英語) (3:04:00、DAT2本 + 録音テープ4リール（7.5 ips, 2トラック・ステレオ録音、7 in. 1本、10 in. 3本）). Sharmistha Sen and Sabri Khan concert recordings. Laurel Sercombe、Ashok Kumar（録音）、Gary Louie（データ処理）. the University of Washington Ethnomusicology Archives. OCLC 1268146749　客員の民族音楽学演奏者とサブリ・カーンが出演するコンサートの録音。開催日は1992年6月6日、題名は「 On the Light Side: An Evening of Romantic Ragas」、主催者はthe Music and Cultural Society of India（シアトル市）。録音会場はシアトル市歴史産業博物館講堂（英語版）（アメリカ合衆国ワシントン市）、機材は Panasonic SV-250 DAT 録音機を使用。コンサートの案内チラシを同梱。ヒンドゥスターニ音楽、サーランギ、シタールとタブラ、フランス語: Sitar et tablā, Musique de Washington (État) Seattle。
  - 注記：原盤 DAT 8/2010 を変換した転送データ（AW1 N. India 92-21.1 OT.wav、AW1 N. India 92-21.2 OT.wav）。同梱の印刷物は英語で記述。
  - 出演者：前半（Sharmistha Sen／シタール、Manoj Nagar／タブラ）。後半（Ustad Sabri Khan／サーランギと歌謡、Manoj Nagar／タブラ）

振付師、脚本家
- Laxman Kumar (製作者) (2018-02-28) (英語). Perspectives on Thematic Concerns in Girish Karnad's Yayati. Perception Publishing. OCLC 1478385655　ダウンロード可能なアーカイブ資料
- Laxman Kumar (製作者) (2018-02-28) (英語). Perspectives on Thematic Concerns in Girish Karnad's Yayati. Perception Publishing. OCLC 1478386762  ダウンロード可能なアーカイブ資料。劇作家ギリシュ・ラグナート・カルナドは現代インドで最も影響力がある。カンナダ語で執筆し、作品は複数の言語に翻訳されてきた。この論考の主題『ヤヤティ』（1961年）は最初の作品で、作家自身が英訳を手がけた。カルナドの受章歴はパドマ・ブーシャン勲章、名誉あるジナピス章[注釈 4]。

学識経験者
- イスラム学者　Muḥammad Afz̤aluddīn Iqbāl (Muḥammad Afz̤aluddīn. Iqbāl) (2009).  ڈاکٹر سيّد عبد اللطيف : حيات اور ادبى خدمات [Contributed articles on the life and works of Syed Abdul Latif, Islamic scholar from India]. 1. aiḍīshan (ウルドゥー語). Ḥaidarābād: Yūsuf Sharfuddīn Adabī va Maz̲habī Ṭarasṭ. OCLC 477293824. محمّد افضل الدين اقبال., اقبال، محمّد افضل الدين.
- 歴史学者　Alappat Sreedhara Menon; T. P. Sankarankutty Nair (2009) (英語). India : yesterday and today : a festscrift [i.e. festschrift] for Padmabhooshan Professor Alappat Sreedhara Menon. Vijayalekshmi Publications Trivandrum, India. OCLC 634661350. "Alappat Sreedhara Menon, b. 1925, recipient of the Padma Bhushan, academician and historian from Kerala, India; contributed articles"　TBS 出版の販売代理店より入手可能。
- サンスクリット研究者　Harekrishna Satapathy; Satyavrat Sastri (2010) (英語). A living legend : life and works of Mahamahopadhyaya, Padma Bhushan Professor (Dr.) Satya Vrat Shashtri, the first receipient of Jnanpith Award in Sanskrit. Tirupati: Rāṣṭrīyasaṃskr̥tavidyāpīṭhaṃ, Rashtriya Sanskrit Vidyapeetha. OCLC 775241320

教育、文学
小説家アニター・デサイについて。小説家アニター・マズムダール・デサイは1937年6月24日ムスーリー（Mussoorie）生まれ、アメリカ合衆国のマサチューセッツ工科大学ジョン・E・ブチャード名誉人文学教授。女性の登場人物の心理的問題の扱いで高く評価され、英語で執筆するインド人女性小説家の中で非常に恵まれた地位を占める。ブッカー賞受賞（1999年）で脚光を浴びる。
- Dr Tamanna (製作者) (2021-04-30) (英語). Maya's Materialistic Longings Resulting in Alienation and Frustration: A Feminist Reading of Anita Desai's Cry, the Peacock. Perception Publishing. OCLC 1478420310  ダウンロード可能なアーカイブ資料

教育学者 ガヤトリ・C・スピヴァク。
- Gairola, R.K. (製作者) (2017) (英語). Exclusionary Education(s): An ongoing dialogue with Professor Gayatri Chakravorty Spivak. IndiaJournals.com: A product of Diva Enterprises Pvt. Ltd. OCLC 1359377746　ダウンロード可能なアーカイブ資料

小説家 ラスキン・ボンド
- Shaleen Kumar Singh (製作者)　 (2023-03-25). SAFE: (Society For Academic Facilitation and Extension, Regd.); Sai Neeharika. eds (英語). title=Ruskin Bond's Looking for The Rainbow: My Years with Daddy: An account of Adventures and Misadventures in the Life of Ruskin Bond. Badaun: Patiyali Sarai. OCLC 1409027172 ダウンロード可能なアーカイブ資料。主題となる著者ラスキン・ボンドはインドで最も愛される作家の一人。自伝（仮題）『虹を探して：父と過ごした日々』は、幼少期から青年期まで人生の旅と、筆者自身の成功と挫折を詳細に語り、本論考では著者の人生からいくつかの出来事を紹介、父親は常に、いたずら好きな息子の味方になりトラブルに巻き込まれがちな息子の性格を抑え付けず、自分に忠実であるようにと促した[注釈 6]。
- Singh, Anoop; Raina, Asif Rashid (2023-01-31) (英語). CRITICAL ANALYSIS OF INDIAN ECONOMY ON THE BASIS OF ₹5 COMMEMORATIVE COINS. Sprin Publisher. OCLC 1376240320　ヒンディ文学史とパドマ・ブーシャン勲章

実業界
- (英語) The knight of sugar industry: T. S. Venkatraman (1884-1963). OCLC 883967706
- S.R. Shukla; Santosh Nair (ナレーター) (2021) (英語). title=Azim Premji. [S.l.]: Storytel Original IN. OCLC 1499256930　電子オーディオブック、完全版。「インドのビル・ゲイツ」と呼ばれ、いつも笑顔をたたえる実業家アジーム・プレムジの人生を紹介[注釈 7]。

美術界
- R. A. Agarawala; Ram V. Sutar (2023) (英語). Wall paintings from Rajasthan : a legendary culture. デリー: Agam Kala Prakashan. OCLC 1371097630
- Atanu Bhattacharya Ankona Das訳 (2023) (英語). Somnath Hore : art of wounds. Kolkata: Akar Prakar. OCLC 1430972053　主題のソムナート・ホレは受章歴にラリット・カラ・ラトナ・プラスカル章、パドマ・ブーシャン章など。版元のサイトより。「本書は博士論文が下敷きにあり、執筆者アタヌ・バッタチャルヤ自身、グラフィック・アートの作家で画家である。ソムナート・ホレがカストリ雑誌に寄せた版画を分析し、「傷」シリーズの発端と制作から主要テーマに関する認識を語る[注釈 8]。

造幣局
- The India Government Mint, Alipore, Calcutta [カルカッタのアリポレ造幣局]. [Place of publication not identified]: Publications Division, Government of India [インド政府刊行物部門]. (1952). OCLC 943945599ページ番号のない12葉の発行物。
- Rāmakumāra Varmā (1964) (ヒンディー語) (マイクロフォーム). Hindī sāhitya kā ālocanātmaka itihāsa Saṃvat 750-1750 (サンスクリット語版 ed.). Ilāhābāda: Rāmanārāyaṇa Lāla Benī Mādhava. OCLC 1074662851　2018年の発表資料
- “Awards & Medals” (英語).   内務省（インド） (2015年9月14日). 2018年2月9日時点のオリジナルよりアーカイブ。2015年10月22日閲覧。